# Alvinlândia (ort)
Alvinlândia är en ort i Brasilien.   Den ligger i kommunen Alvinlândia och delstaten São Paulo, i den södra delen av landet, 800 km söder om huvudstaden Brasília. Alvinlândia ligger 667 meter över havet och antalet invånare är 3 000.
Terrängen runt Alvinlândia är platt åt sydost, men åt nordväst är den kuperad. Alvinlândia ligger uppe på en höjd. Runt Alvinlândia är det ganska glesbefolkat, med 34 invånare per kvadratkilometer.. Närmaste större samhälle är Lupércio, 6,4 km nordväst om Alvinlândia.
Omgivningarna runt Alvinlândia är huvudsakligen savann.